# Villa Parque Sicardi (La Plata)
Parque Sicardi es un barrio del partido de La Plata, capital de la Provincia de Buenos Aires, Argentina. Se halla 11 km al sudeste del centro de la ciudad, en el sector comprendido entre la avenida 7 y calle 22 y las calles 650 a 659.
Nació en 1888 cuando Eugenio Sicardi -a quien debe su nombre- y Juan González Moreno ofrecieron las tierras que poseían al este de La Plata como parte de un loteo dirigido a inmigrantes italianos. El loteo no tuvo mayor éxito, recién en los años 1970 la zona resurge con un nuevo loteo. En la zona se destaca el curso del arroyo El Pescado, declarado Paisaje Protegido de Interés Provincial.
Se destaca como uno de los barrios con mayor crecimiento de La Plata, cambiando su perfil de casas de fin de semana por residencias permanentes.